# Paulius Paknys
Paulius Paknys (ur. 10 maja 1984 w Wilnie) – litewski piłkarz występujący na pozycji obrońcy.

## Kariera klubowa
Pierwszym klubem w profesjonalnej karierze Paknysa była Sviesa Wilno. Przez kilka lat występował w rodzimej lidze, reprezentując barwy takich klubów jak: Ekranas Poniewież, FK Silute i Żalgiris Wilno. W 2005 roku przeniósł się na Białoruś, zostając zawodnikiem zespołu Szachcior Soligorsk. Latem 2007 roku trafił do występującej wówczas na zapleczu polskiej ekstraklasy Kmity Zabierzów. Spędził w niej 1,5 roku. Zimą 2009 roku postanowił znaleźć nowy klub. Wydawało się, że trafi do ŁKS Łódź, ostatecznie jednak znalazł się w innym klubie pierwszej ligi − Stali Stalowa Wola. Kolejnym klubem Paknysa była Korona Kielce, w której występował w rundzie jesiennej 2009 roku, 2 sierpnia debiutując w ekstraklasie. Po wyjeździe z Polski trafił do ligi azerskiej, gdzie występował w klubach İnter Baku oraz Simurq Zaqatala. W 2011 roku trafił do grającego poza ekstraklasą litewską zespołu FK Rotalis, a jesienią znów wyjechał do Polski. Nowym miejscem jego pracy był Kolejarz Stróże, skąd kilka miesięcy później przeniósł się do Puszczy Niepołomice.